# Geodia australis
Espèce
Geodia australis est une espèce d'éponges de la famille des Geodiidae présente dans l'océan Atlantique le long des côtes du Brésil.

## Taxonomie
L'espèce Geodia australis a été décrite en 2000 par les biologistes marins brésiliennes Carla Maria Menegola da Silva (d) et Beatriz Mothes (d),.

## Distribution
L'espèce est présente tout le long des côtes du Brésil. Son holotype a été récolté au large de Santa Vitória do Palmar, à l'extrême sud du Brésil, dans l'État du Rio Grande do Sul.

## Description
L'holotype de Geodia australis présente un diamètre variant de 31 à 38 mm et une hauteur de 28 mm. Sa couleur dans l'alcool est blanc grisâtre.

## Étymologie
Son épithète spécifique, du latin australis, « du Sud », fait référence à référence à sa localité type située au large du Sud du Brésil.

## Publication originale
- (en) Carla Maria Menegola da Silva et Beatriz Mothes, « Three new species of Geodia Lamarck, 1815 (Porifera, Demospongiae) from the bathyal depths off Brazilian coast, Southwestern Atlantic », Revue suisse de zoologie, MHNG, vol. 107,‎ 2000, p. 31–48 (ISSN 0035-418X, DOI 10.5962/BHL.PART.80117, lire en ligne).